# Milênio de Hanói
O milênio de Hanói (vietnamita: Đại lễ 1000 năm Thăng Long – Hà Nội) será comemorado de 1 até 10 outubro 2010, em Hanói. É a comemoração da fundação da capital por Lý Thái Tổ, primeiro imperador da dinastia Lý.
Em 1010, Lý Thái Tổ, o primeiro governante da Dinastia Lý, mudou a capital de Đại Việt (大越, a Grande Viet, que deu nome ao Vietnã) para o local da cidadela de Đại La. Sob a alegação ter visto um dragão subindo o rio Vermelho, ele a rebatizou de Thăng Long (昇龍, Dragão Ascendente - nome até hoje poeticamente usado).